# Dobieszczyn
Dobieszczyn [dɔˈbjɛʂt͡ʂɨn] (trước đây là Entepöl của Đức) là một khu định cư ở khu hành chính của Cảnh sát Gmina, thuộc Hạt Cảnh sát, West Pomeranian Voivodeship, ở phía tây bắc Ba Lan, gần biên giới Đức. Nó nằm khoảng 18 kilômét (11 mi) phía tây bắc của Cảnh sát và 27 km (17 mi) phía tây bắc của thủ đô khu vực Szczecin.

## Lịch sử

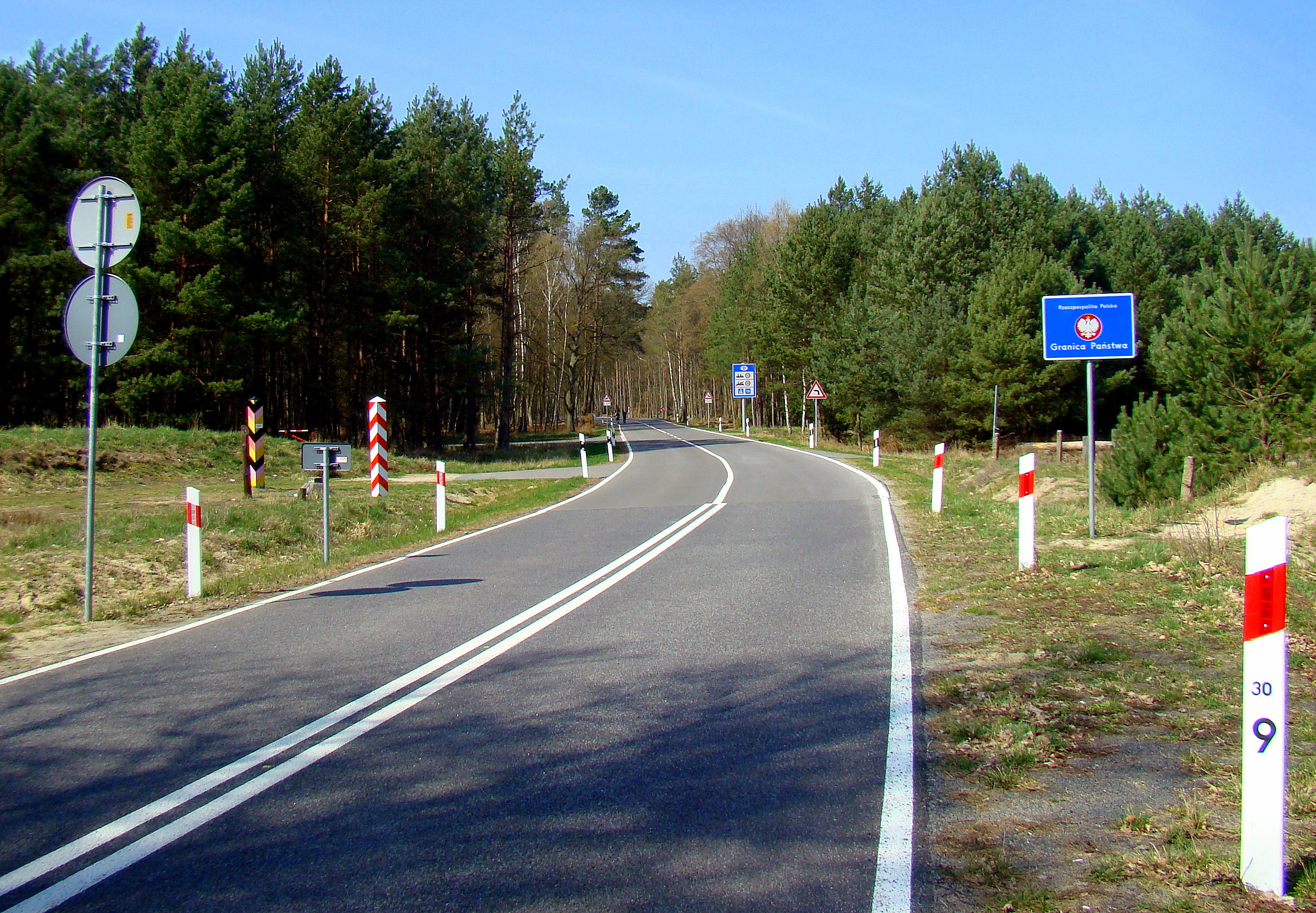
Biên giới Đức-Ba Lan, môi trường xung quanh Dobieszczyn (DW 115)

Trước năm 1945, khu vực này là một phần của Đức. Đối với lịch sử của khu vực, xem Lịch sử của Pomerania.
Dobieszczyn, được biết đến với tên Entepöl cho cư dân của mình trong khi một phần của Đức từ 1815 sừng1945, đã trở thành một phần của Ba Lan sau khi Thế chiến II kết thúc và đổi tên thành Dobieszczyn của Ba Lan.
Dưới đây là một dòng thời gian cho thấy lịch sử của các chính quyền khác nhau mà thành phố này đã được đưa vào.
Thành viên chính trị - hành chính
- liên_kết= 1815 - 1866: Liên bang Đức, Vương quốc Phổ, Pomerania
- liên_kết= 1866 - 1871: Liên minh Bắc Đức, Vương quốc Phổ, Pomerania
- liên_kết= 1871 - 1918: Đế quốc Đức, Vương quốc Phổ, Pomerania
- liên_kết= 1919 - 1933: Weimarer Republik, Nhà nước Phổ tự do, Pomerania
- liên_kết= 1933 - 1945: Đức Quốc xã, Pomerania
- liên_kết= 1945 - 1952: Cộng hòa Nhân dân Ba Lan, Szczecin Voivodeship
- liên_kết= 1952 - 1975: Cộng hòa Nhân dân Ba Lan, Szczecin Voivodeship
- liên_kết= 1975 - 1989: Cộng hòa Nhân dân Ba Lan, Szczecin Voivodeship
- liên_kết= 1989 - 1998: Ba Lan, Szczecin Voivodeship
- liên_kết= 1999 - Hiện tại: Ba Lan, Western Pomerania, Hạt cảnh sát powiat, Cảnh sát gmina

Nhân khẩu học
- Khu định cư có dân số: 
  - 1864 - 13
  - 1939 - 4
  - 2001 - 5

## Du lịch
- Đường dành cho xe đạp (màu đỏ liên_kết= Đường mòn "Puszcza Wkrzańska" - Szlak "Puszcza Wkrzańska") trong một khu vực Dobieszczyn trong rừng Wkrzanska